# Estádio das Antas
Het Estádio das Antas (volledige naam: Estádio do Futebol Clube do Porto) was een multifunctioneel stadion in Porto, een stad in Portugal. Er werden vooral voetbalwedstrijden gespeeld. Het stadion werd gebruikt door de voetbalclub FC Porto, die club zou na de sluiting van dit stadion naar Estádio do Dragão gaan. Het stadion werd geopend in 1952 en gesloten in 2003. Bij de sluiting konden er 55.000 toeschouwers in het stadion. Eerder was het maximum 95.000.